# Озеро (картина Левітана)
«Озеро» (рос. Озеро) — картина російського художника Ісаака Левітана (1860—1900), над якою він працював 1899—1900 років. Вона є частиною колекції Державного російського музею в Санкт-Петербурзі (інв. Ж-4262). Розмір — 149 × 208 см. Також вживається інша назва картини — «Озеро. Русь».
Картина «Озеро» — останній великий твір Левітана. Художник писав її незавдовго до своєї смерті, і вона залишилась незавершеною. Утім це полотно вважають головним твором пізнього Левітана, «лебединою піснею» художника. Уперше ця картина, під назвою «Сонячний день», була виставлена на посмертній виставці Левітана, що проходила в Санкт-Петербурзі та Москві 1901 року.
Картина «Озеро» є одним із трьох найбільших за розміром творів художника — разом із картинами «Біля виру» (1892) і «Над вічним спокоєм» (1894), перегукуючись із останньою за сюжетом. Під час її написання він використовував велику кількість етюдів та ескізів, а серед них і великий відпрацьований ескіз, що розміщений в Нижньогородському державному художньому музеї, і малий попередній варіант картини, що зберігається в Державній Третьяковській галереї.

## Відгуки
Мистецтвознавець Олексій Федоров-Давидов відносив картину «Озеро» до «чудових витворів Левітана» і писав, що це полотно справляє на глядачів «безпосередньо велике і сильне враження, як могутня і прекрасна картина російської природи». За словами Федорова-Давидова, в цьому полотні — «лебединій пісні» Левітана — художник «знову затвердив ті ідеали, якими було перейняте його мистецтво, і залишив його як заповіт, разом з тими новими художніми проблемами, над вирішенням яких його настигла смерть».
У своїй книзі «Російський пейзаж» мистецтвознавець Віталій Манін писав, що в останній незавершеній картині Левітана «Озеро. Русь» «з очевидністю проявилися живописні пошуки художника, ніби починаючи в Росії пластику мистецтва нового століття». За словами Маніна, в цьому творі «бажання вловити мінливий стан атмосфери, мінливість барв світу, рухливість повітря, так само як і ескізна манера фіксації почуттів і переживань, явили собою результат іншого методу осмислення світу», а «колишній масштаб мислення замінився пильним сприйняттям природних явищ, уловлюванням їхніх погодних станів».